# Mothocya komatsui
Mothocya komatsui is een pissebed uit de familie Cymothoidae. De wetenschappelijke naam van de soort is voor het eerst geldig gepubliceerd in 2009 door Yamauchi.